# Kyläsaaret
Kyläsaaret är några öar i Finland. De ligger i sjön Joutsenselkä och i kommunen Pälkäne i den ekonomiska regionen Tammerfors och landskapet Birkaland, i den södra delen av landet, 130 km norr om huvudstaden Helsingfors. En av öarnas största längd är 50 meter i öst-västlig riktning. De andra är i samma storleksordning.